# 카지노관리위원회
카지노관리위원회(일본어: カジノ管理委員会,영어: Japan Casino Regulatory Commission, 영문 약칭 : JCRC)는 일본정부 내각부의 외국으로 내각총리대신의 관할 아래에 설치되는 합의제  행정위원회다.
카지노 운영 뿐 아니라 카지노를 포함한 통합형 리조트 (IR)의 운영사업자를 감독하고, 도박 중독 등의 대책을 마련하는 역할을 수행한다. 카지노 운영에 필요한 면허를 사업자에게 부여하고, 취소하는 권한도 갖는다. 사업자와 지정폭력단을 포함한 일본 내 반사회 세력과의 연계성, 카지도 운영 임원의 범죄 이력 및 해외 계좌 등을 조사한다. 카지노 사업 개장 이후에는 운영 감시를 통해 필요에 따라 현장 조사등을 실시하고, 이에 따른 법령 위반이 발견되면 면허 취소나 업무 정지 명령과 같은 행정 처분의 권한도 부여받았다.
카지노 관리위원회의 출범은 통합형 리조트(IR)사업에 관심을 가지고 있었던 중국 기업의 임원으로부터 뇌물을 받은 혐의로 체포된 아키모토 츠카사 중의원 의원의 의혹으로부터 발생한 것으로, 이를 규제하는 제도 정비 사업의 일환으로 추진된 것이다.
취임 회견에서 초대 위원장에 임명된 키타무라 미치오 씨(전 후쿠오카 고등검찰청 검사장)는 "카지노에 있어서 도박 중독이나 치안 악화 등 국민들 사이에 다양한 우려가 있음을 인식하고 있으며, 엄격한 규제, 감독을 실시해 건전한 카지노 운영을 하는 것이 중요하다"고 밝혔다.

## 연혁
- 2020년 (레이와 2년) 1월 7일 - 특정복합관광시설지역 정비법에 따라 내각부의 외국으로 "카지노 관리위원회" 설치.

## 소관 사무[1]
- 카지노 사업 면허 교부 심사
- 카지노 사업자 등에 대한 감독
- 카지노 관련 기기 등의 기술적 감독
- 도박 의존 방지 대책 수립
- 외국 규제 당국과의 국제적 협력

## 조직[2][3]

### 카지노 관리위원회

#### 위원장
- 일본 국회 중·참의원 양원의 동의를 얻어 총리가 임명한다. 급여는 대신정무관과 동등하게 지급한다.
- 임기는 5년이며, 연임이 가능하다.

#### 위원
- 4명으로 구성한다. 이중 2명은 비상근이다.
- 일본 국회 중·참의원 양원의 동의를 얻어 총리가 임명한다.
- 임기는 5년이며, 연임이 가능하다.

### 사무국
- 사무총장
- 사무국차장
  - 감찰관
  - 총무기획부
    - 총무과
    - 의존 대책과
    - 기획과
    - 공문서관리관

  - 감독조사부
    - 조사과
    - 규제 감독과
    - 금융 감독과

## 같이 보기
- 대한민국 사행산업통합감독위원회